# Paul Walker
Paul William Walker IV (Glendale, 12 settembre 1973 – Santa Clarita, 30 novembre 2013) è stato un attore statunitense.
Ha raggiunto la notorietà soprattutto per aver interpretato il personaggio di Brian O'Conner nella serie di film Fast & Furious.

## Biografia
Walker nacque a Glendale in California da Paul William Walker III, un appaltatore di fogne ed ex pugile, due volte vincitore dei Golden Gloves. La madre, Cheryl Crabtree, era una modella che divorziò dal padre nel 2004. Suo nonno paterno, William Walker (detto "Irish" Billy Walker) era un sopravvissuto dell'attacco giapponese a Pearl Harbor e un ex campione di boxe della Marina nella categoria pesi medi. Suo nonno materno comandò un battaglione di carri armati che sbarcò in Italia sotto il generale Patton durante la seconda guerra mondiale. Aveva due fratelli, Caleb e Cody e due sorelle, Ashile e Amie.
Studiò nella Los Angeles San Fernando Valley Village Christian High School, dove si diplomò nel 1991. Frequentò numerosi college, studiando biologia marina: era un grande ammiratore del famoso biologo marino Jacques-Yves Cousteau, di cui avrebbe voluto seguire le orme. Entrò a fare parte del consiglio di amministrazione della Fondazione Billfish nel 2006.

### Carriera cinematografica

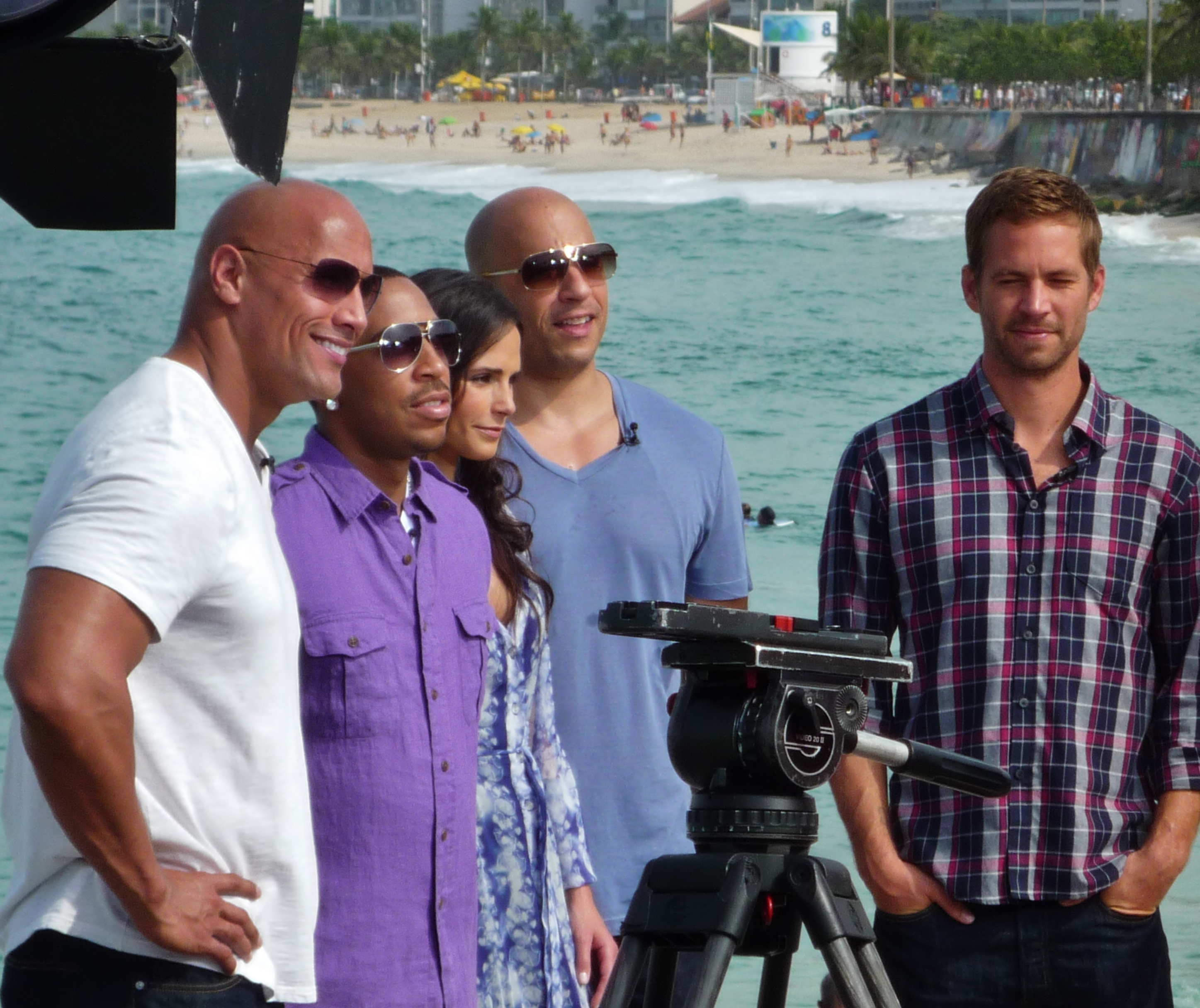
Paul Walker con parte del cast di Fast & Furious 5 (Vin Diesel, Jordana Brewster, Ludacris e Dwayne Johnson) nel 2011

Esordì a tredici anni nel film Non aprite quell'armadio. Successivamente recitò nella soap opera Febbre d'amore nel ruolo di Brandon Collins e ottenne un piccolo ruolo nel film Pleasantville. Si fece notare nei film Tammy e il T-Rex e The Skulls - I teschi, ma ottenne la fama con Fast and Furious, seguito da 2 Fast 2 Furious, Fast & Furious - Solo parti originali, Fast & Furious 5, Fast & Furious 6 e Fast & Furious 7. Nel 2004 recitò nel film Un amore sotto l'albero insieme a Penélope Cruz.

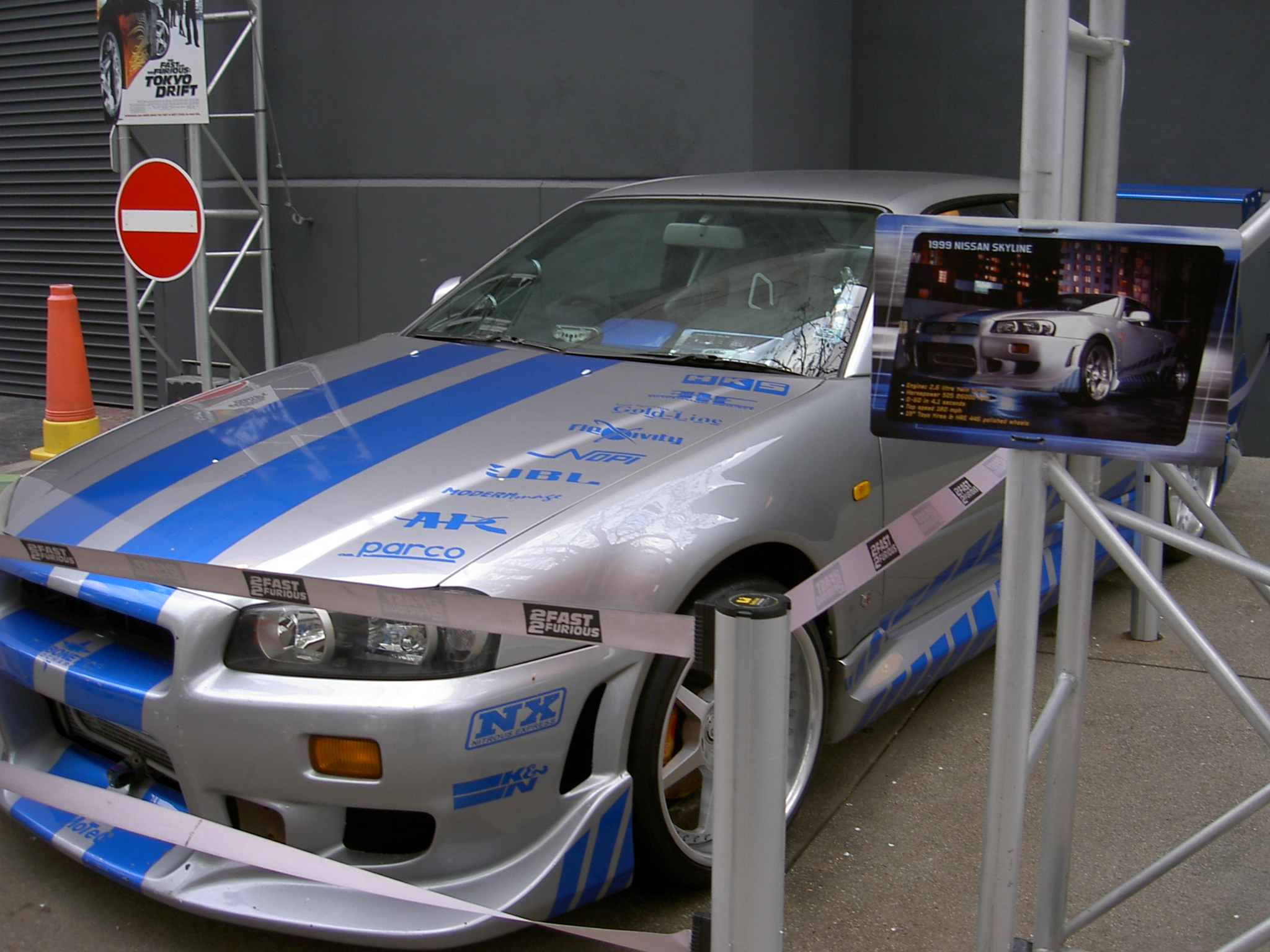
Walker ha guidato una Nissan Skyline GT-R in 2 Fast 2 Furious

Nel 2005 recitò al fianco di Jessica Alba in Trappola in fondo al mare, e nel 2006 in Flags of Our Fathers di Clint Eastwood e in 8 amici da salvare. Partecipò alla serie Shark Men (un programma per la salvaguardia degli squali). Fra i progetti a cui avrebbe dovuto prendere parte erano previsti Hitman: Agent 47 (in cui avrebbe dovuto interpretare l'Agente 47), e The Best of Me - Il meglio di me basato sull'omonimo libro di Nicholas Sparks. Con Vin Diesel vinse l'MTV Movie Awards 2014 come "miglior coppia dello schermo".

### Vita privata
Walker viveva a Santa Barbara con i suoi cani. Da una relazione con l'ex fidanzata Rebecca ebbe una figlia di nome Meadow (1998), che visse con la madre alle Hawaii per tredici anni per poi trasferirsi in California nel 2011 per vivere con il padre. Walker era cintura marrone di Jiu jitsu brasiliano (assegnata postuma quella nera) e surfista. A marzo del 2010 si recò a Constitución, in Cile, per offrire il suo aiuto alle persone ferite nel terremoto di magnitudo 8,8 del 27 febbraio. Con la sua associazione benefica, la Reach Out Worldwide, volò ad Haiti per aiutare le vittime del terremoto di Haiti del 2010.
Appassionato di auto, partecipò alla serie di corse Redline Time Attack in cui gareggiò con l'AE Performance Team alla guida di una BMW M3. Walker si stava preparando per uno show automobilistico prima della sua morte. Era inoltre un collezionista di auto (circa 30), di una parte delle quali era comproprietario insieme a Roger Rodas.

### Morte

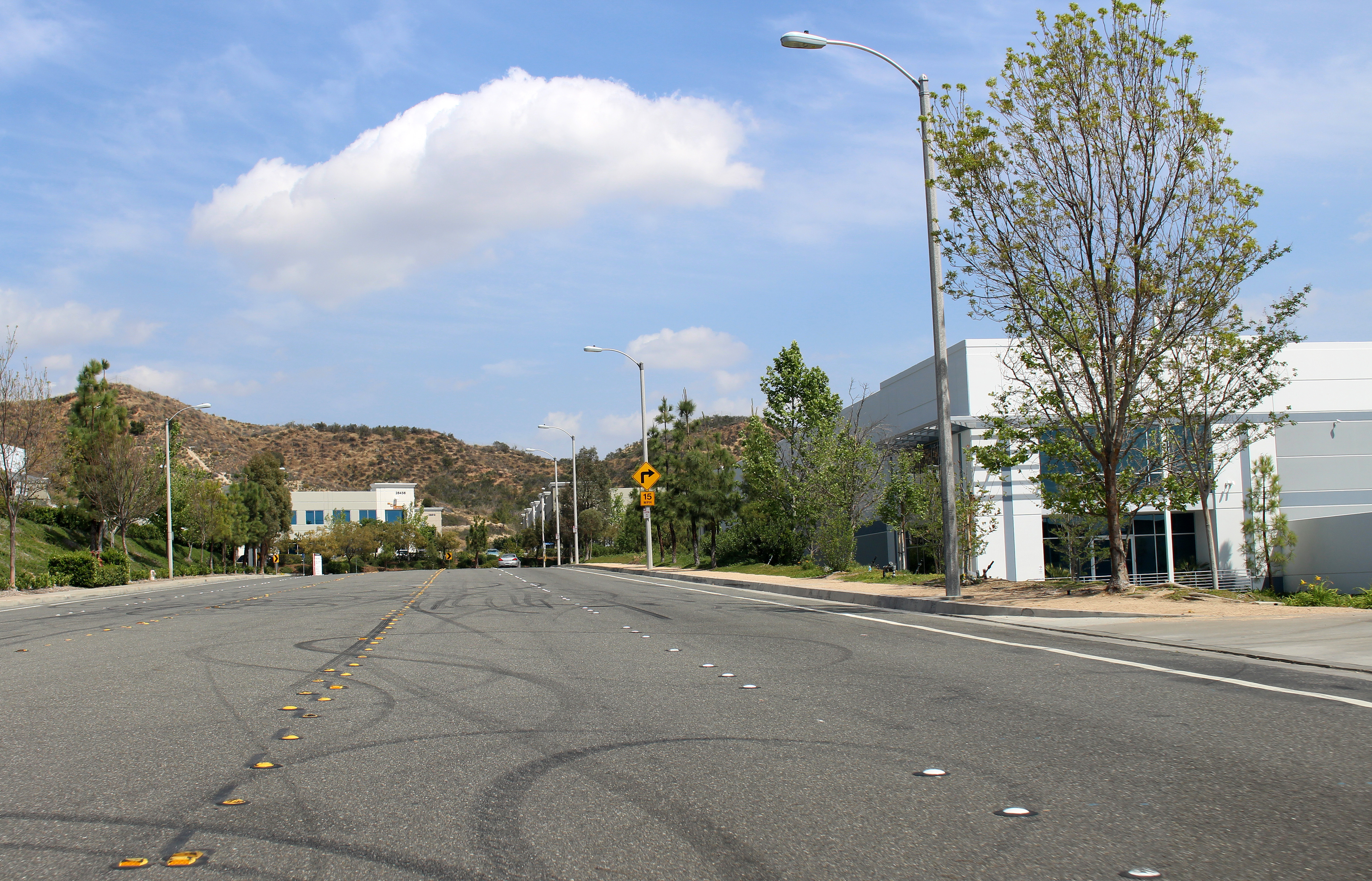
Foto della strada dove si è schiantata l'auto per poi prendere fuoco

Il 30 novembre 2013 alle 15:30 PDT, Walker, 40 anni, e Roger Rodas, 38 anni, stavano rientrando da un evento di beneficenza, il Walker Reach Out Worldwide per le vittime del tifone Haiyan, con Rodas alla guida della sua Porsche Carrera GT. In una zona con limite di velocità 45 miglia all'ora (72 km/h) sulla Hercules Street vicino a Kelly Johnson Parkway a Valencia, Santa Clarita, California, l'auto si schiantò contro un lampione di cemento e due alberi e prese fuoco. Rodas morì a causa di traumi multipli, mentre Walker per gli effetti combinati di traumi e ustioni. Entrambi i loro corpi furono completamente bruciati dalle fiamme, ma fu possibile il loro riconoscimento.
La curva in cui morirono Walker e Rodas è un luogo popolare per il drifting. Né alcool né altri farmaci furono trovati nel corpo di entrambi; né guasti meccanici né le condizioni stradali sembrarono avere avuto un ruolo. La polizia non trovò prove di una corsa automobilistica clandestina. L'inchiesta concluse che la velocità della vettura era tra 80 mph (130 km/h) e 93 mph (150 km/h) che, unita all'usura eccessiva delle gomme, fu la ragione principale dell'incidente.
Le riprese di Fast & Furious 7 erano in corso al momento della morte di Walker; la Universal annunciò una pausa indeterminata nella produzione, adducendo il desiderio di parlare con la famiglia prima di decidere cosa fare del film.

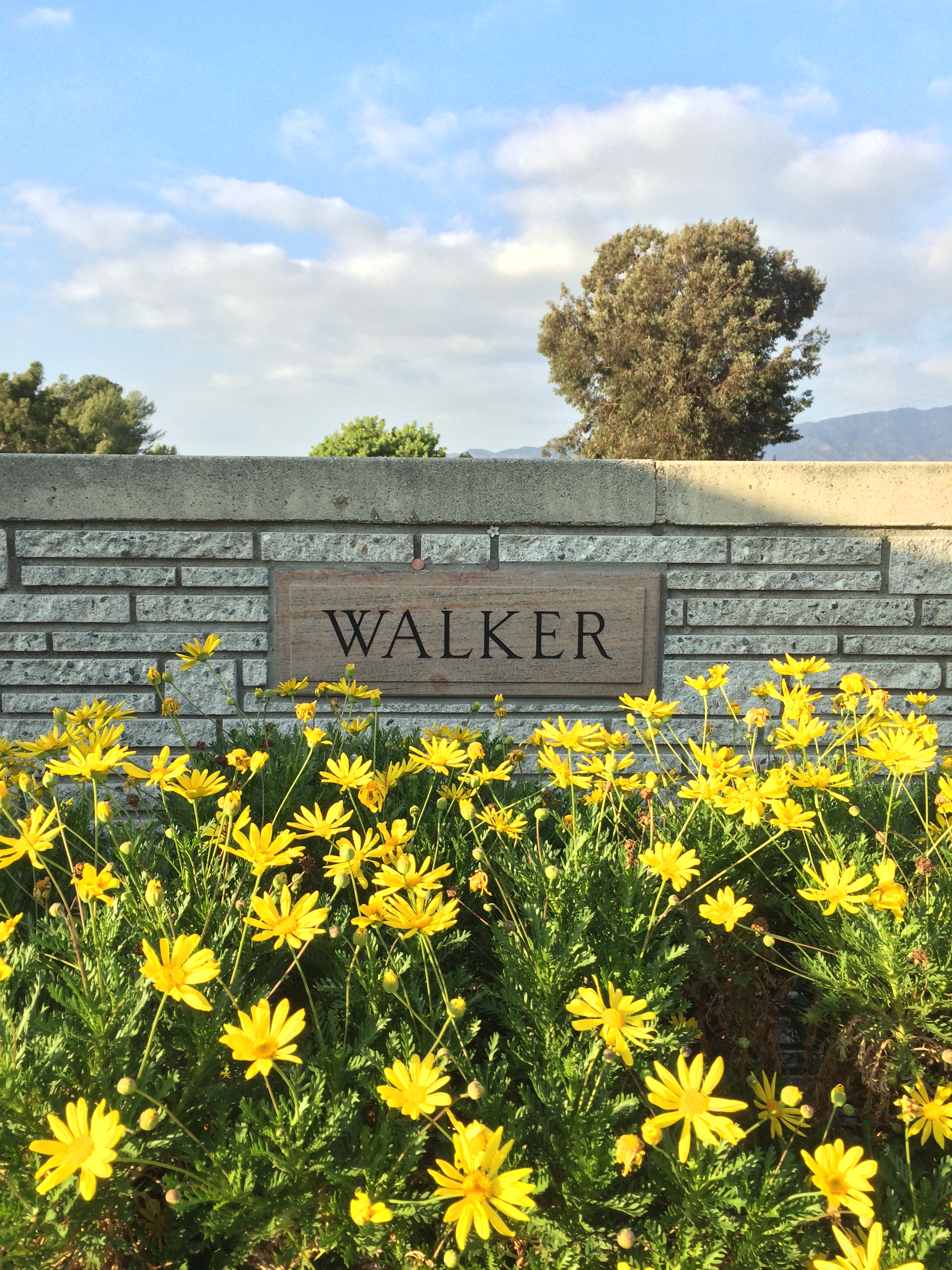
La tomba di Paul Walker al Forest Lawn Memorial Park a Hollywood Hills

Numerosi amici e star del cinema omaggiarono Walker sui social media. Il suo corpo fu cremato e le sue ceneri furono sepolte in una cerimonia non confessionale al Forest Lawn Memorial Park (Hollywood Hills). La sua vita fu successivamente raccontata nel documentario I Am Paul Walker, uscito l'11 agosto 2018.

### Ripercussioni legali
A settembre del 2015 la figlia di Walker, Meadow, ha intentato una causa contro la Porsche per la morte di suo padre. Tuttavia Porsche ha negato qualsiasi illecito e ha incolpato Walker stesso, affermando: "I pericoli e il rischio per lui erano evidenti, ovvi e noti, e ha scelto di comportarsi in modo da esporsi a tali rischi e pericoli assumendosi così tutta la responsabilità connessa all'uso del veicolo".
Ad aprile del 2016 il giudice della corte distrettuale degli Stati Uniti Philip Gutierrez ha deciso a favore di Porsche in una causa separata presentata dalla vedova di Roger Rodas, Kristine. La sentenza non ha avuto attinenza con altri due casi contro Porsche che sono stati presentati dal padre di Walker, che è anche esecutore del patrimonio dell'attore, e sua figlia. Il padre e la figlia di Walker raggiunsero entrambi un accordo finale con Porsche.

## Filmografia

### Attore

#### Cinema
- Non aprite quell'armadio (Monster in the Closet), regia di Bob Dahlin (1986)
- Tammy e il T-Rex (Tammy and the T-Rex), regia di Stewart Raffill (1994)
- Superfusi di testa (Meet the Deedles), regia di Steve Boyum (1998)
- Pleasantville, regia di Gary Ross (1998)
- Kiss Me (She's All That), regia di Robert Iscove (1999)
- Varsity Blues, regia di Brian Robbins (1999)
- Bangkok, senza ritorno (Brokedown Palace), regia di Jonathan Kaplan (1999) - non accreditato
- The Skulls - I teschi (The Skulls), regia di Rob Cohen (2000)
- Fast and Furious (The Fast and the Furious), regia di Rob Cohen (2001)
- Radio Killer (Joy Ride), regia di John Dahl (2001)
- 2 Fast 2 Furious, regia di John Singleton (2003)
- Timeline - Ai confini del tempo (Timeline), regia di Richard Donner (2003)
- Un amore sotto l'albero (Noel), regia di Chazz Palminteri (2004)
- Trappola in fondo al mare (Into the Blue), regia di John Stockwell (2005)
- Flags of Our Fathers, regia di Clint Eastwood (2006)
- 8 amici da salvare (Eight Below), regia di Frank Marshall (2006)
- Running (Running Scared), regia di Wayne Kramer (2006)
- Bobby Z - Il signore della droga (The Death and Life of Bobby Z), regia di John Herzfeld (2007)
- Lazarus Project - Un piano misterioso (The Lazarus Project), regia di John Patrick Glenn (2008)
- Fast & Furious - Solo parti originali (Fast & Furious), regia di Justin Lin (2009)
- Takers, regia di John Luessenhop (2010)
- Fast & Furious 5 (Fast Five), regia di Justin Lin (2011)
- Fast & Furious 6 (Furious 6), regia di Justin Lin (2013)
- Pawn Shop Chronicles, regia di Wayne Kramer (2013)
- Vehicle 19, regia di Mukunda Michael Dewil (2013)
- Hours, regia di Eric Heisserer (2013)
- Brick Mansions, regia di Camille Delamarre (2014) - postumo
- Fast & Furious 7 (Furious 7), regia di James Wan (2015) - postumo[24]

#### Televisione
- Autostop per il cielo (Highway to Heaven) – serie TV, episodi 2x06-3x01-3x02 (1985-1986)
- Throb – serie TV, 23 episodi (1986-1987)
- Baby Sitter (Charles in Charge) – serie TV, 1 episodio (1990)
- Casalingo Superpiù (Who's the Boss?) – serie TV, 1 episodio (1991)
- L'amico di legno (What a Dummy) – serie TV, 1 episodio (1991)
- Febbre d'amore (The Young and the Restless) – soap opera (1992-1993)
- CBS Schoolbreak Special – serie TV, 1 episodio (1994)
- The Boys Are Back – serie TV, 1 episodio (1994)
- Il tocco di un angelo (Touched by an Angel) – serie TV, 1 episodio (1994)

### Produttore
- Pawn Shop Chronicles, regia di Wayne Kramer (2013)
- Vehicle 19, regia di Mukunda Michael Dewil (2013)

## Premi
| Anno | Premio                       | Categoria                                                                            | Film/TV Show          | Risultato       |
| ---- | ---------------------------- | ------------------------------------------------------------------------------------ | --------------------- | --------------- |
| 1988 | Young Artist Award           | Best Young Actor – Guest Starring in a Television Drama For episode "A Special Love" | Autostop per il cielo | Candidato/a     |
| 1993 | Young Artist Award           | Best Young Actor in a Daytime Series                                                 | Febbre d'amore        | Candidato/a     |
| 1994 | Soap Opera Digest Awards     | Outstanding Male Newcomer                                                            | Febbre d'amore        | Candidato/a     |
| 1994 | Young Artist Award           | Best Youth Actor in a Soap Opera                                                     | Febbre d'amore        | Candidato/a     |
| 2000 | Young Hollywood Award        | Exciting New Face – Male                                                             |                       | Vincitore/trice |
| 2001 | Hollywood Breakthrough Award | Breakthrough Male Performance Received at the Hollywood Film Festival                |                       | Vincitore/trice |
| 2001 | Young Hollywood Award        | New Stylemaker – Male                                                                |                       | Vincitore/trice |
| 2002 | MTV Movie Award              | Best On-Screen Team Condiviso con Vin Diesel                                         | Fast and Furious      | Vincitore/trice |
| 2002 | MTV Movie Award              | Breakthrough Male Performance                                                        | Fast and Furious      | Candidato/a     |
| 2003 | Teen Choice Awards           | Choice Movie Chemistry Per Paul Walker e la sua auto                                 | 2 Fast 2 Furious      | Vincitore/trice |
| 2009 | Teen Choice Award            | Choice Movie Actor: Action Adventure                                                 | Fast & Furious        | Candidato/a     |
| 2014 | MTV Movie Awards             | Best On-Screen Team Condiviso con Vin Diesel                                         | Fast and Furious 6    | Vincitore/trice |
| 2015 | Teen Choice Awards           | Miglior attore in un film d'azione                                                   | Fast & Furious 7      | Vincitore/trice |
| 2015 | Teen Choice Awards           | Miglior intesa in un film Condiviso con tutto il cast                                | Fast & Furious 7      | Candidato/a     |

## Doppiatori italiani
Nelle versioni in italiano delle opere in cui ha recitato Paul Walker è stato doppiato da:
- Riccardo Rossi in Kiss Me, Fast and Furious, 2 Fast 2 Furious, Timeline - Ai confini del tempo, Lazarus Project - Un piano misterioso, Fast & Furious - Solo parti originali, Takers, Fast & Furious 5, Fast & Furious 6, Brick Mansions, Fast & Furious 7
- Vittorio De Angelis in The Skulls - I teschi, Trappola in fondo al mare, Running
- Giorgio Borghetti in Varsity Blues, 8 amici da salvare
- Stefano Billi in Flags of Our Fathers, Pawn Shop Chronicles
- Fabrizio Manfredi in Tammy e il T-Rex
- Nanni Baldini in Pleasantville
- Marco Vivio in Radio Killer
- Fabio Boccanera in Un amore sotto l'albero
- Marco Baroni in Bobby Z - Il signore della droga
- Luca Ghignone in Vehicle 19
- Vittorio Guerrieri in Hours